# Пфуль, Эрнст фон
Эрнст Генрих Адольф фон Пфуль (нем. Ernst Heinrich Adolf von Pfuel; 3 ноября 1779 года, Мюнхеберг, Бранденбург — 3 декабря 1866 года, Берлин, Бранденбург) — прусский генерал от инфантерии, военный министр и министр-президент Пруссии.

## Биография
Родился в семье генерал-майора Людвига фон Пфуля (1718—1789) и его супруги Софии Кранц (1755—1783). Выходец из старинного прусского дворянского рода Пфулей.
До 13 лет учился в школе в Берлине. С 1792 года поступил в Кадетский корпус в Берлине. После окончания корпуса назначен офицером в 18-й пехотный полк в Потсдаме, принимал участие в кампании 1806 года, отличился в сражении при Йене.
В 1810 году перешёл на службу в армию Австрийской империи. В 1812 году совершил поездку по Дании и Швеции, вслед за этим, на английском корабле прибыл в Ригу.
В 1813 году поступил на службу в Российскую императорскую армию. Принял участие в Саксонской кампании 1813 года, проходил службу в «Летучем отряде» генерала Фридриха Карла фон Теттенборна (прусского генерала, тоже состоявшего на русской службе). 5 марта 1813 года в составе российских войск вступил в Берлин.
В 1814 году командовал прусскими оккупационными силами в Париже. Благодаря его усилиям возвращена захваченная в 1806 году Квадрига с Бранденбургских ворот.
В 1831 году руководил подавлением восстания в княжестве Невшатель. В 1832—1848 годах был губернатором этого княжества. В период революции 1848 года несколько дней исполнял обязанности губернатора Берлина.
С 21 сентября по 1 ноября 1848 года — премьер-министр Пруссии и военный министр Пруссии. Получил известность как реформатор военного спорта. В 1810 году основал в Праге школу плавания для солдат. В 1817 году создал в Берлине Плавательный центр (просуществовал до 1925 года). Считается изобретателем стиля плавания — брасса.
30 марта 1848 года получил звание генерала от инфантерии.
Умер 3 декабря 1866 года в Берлине в возрасте 87 лет.

## Награды
- Орден «Pour le Mérite» (28 декабря 1814 года)
- Орден Чёрного орла
- Орден Святой Анны II степени с бриллиантами
- Орден Святого Георгия IV класса

## Семья
В первый брак вступил 17 марта 1808 года, женившись на Каролине фон Биерн (1786—1843), с которой имел пять сыновей и дочь. В разводе с 1830 года.
Во второй брак вступил в 1832 году, женившись на Эмилии Валерт (1792—1854).